# 松井智予
松井智予（まつい ともよ）は日本の商法学者。専門は金融法、ガバナンス、企業金融など。

## 略歴
- 1999年3月 - 東京大学法学部卒業。
- 1999年4月 - 東京大学大学院法学政治学研究科助手。
- 2001年4月 - 法務省民事局参事官室民事法制監理官付。
- 2002年4月 - 東京大学大学院法学政治学研究科助手。
- 2003年4月 - 東北大学大学院法学研究科助教授。
- 2006年9月 - ハーバード大学ロースクール東アジア法学研究所客員研究員（〜2008年9月）。
- 2007年4月 - 東北大学大学院法学研究科准教授。
- 2010年4月 - 上智大学大学院法学研究科准教授。
- 2016年4月 - 上智大学大学院法学研究科教授。
- 2017年4月 - 株式会社日本貿易保険社外監査役[2]。
- 2020年4月 - 東京大学大学院法学政治学研究科教授。

## 人物
- 教養課程では国際関係研究会というサークルに入り、城山英明の国際行政学のゼミで学んでいた。民族紛争が往々にして経済的困難や格差にあるという分析などに触れたところから、経済を円滑化させるツールという側面を持つ法（特に商法）に興味を移していった[3]。
- 企業活動を行う会社が取引先、社会、環境など、様々なステイクホルダーに影響を与えるという若干公的な側面に興味を持ちつつ研究をしていた[1]。

## 著作
- （（「利益準備金の淵源と機能について」））『企業法の進路 ー 江頭憲治郎先生古稀記念 上巻』（有斐閣、2017年1月）
- （（「適合性原則違反と不法行為責任」））『金融商品取引法判例百選（別冊ジュリスト No. 214（49巻1号））』（有斐閣、2013年2月）
- （（「支配人・商業使用人をめぐる紛争の現状と解釈論」））『変革期の企業法 ー 関俊彦先生古稀記念 上巻』（商事法務、2011年3月）
- （辻村みよ子、水野紀子、河村正二（編集）（「第17章 ジェンダー・会社経営・CSR」））『男女共同参画のために ー 政策提言（東北大学21世紀COEプログラムジェンダー法・政策研究叢書 第12巻）』（東北大学出版会、2008年3月）
- （（「自己株式・株主平等・株式分割」））『企業法の理論 ー 江頭憲治郎先生還暦記念 上巻』（商事法務、2007年1月）
- （（「原因債権行使の方法」））『手形小切手判例百選 第6版（別冊ジュリスト No. 173）』（有斐閣、2004年10月）